# Polypedilum seorsum
Polypedilum seorsum är en tvåvingeart som först beskrevs av Frederick Askew Skuse 1889.  Polypedilum seorsum ingår i släktet Polypedilum och familjen fjädermyggor. Inga underarter finns listade i Catalogue of Life.